# Thelaira americana
Thelaira americana là một loài ruồi trong họ Tachinidae.